# The Greatest Story Ever Told (album)
The Greatest Story Ever Told is een studioalbum van de Amerikaanse punkband The Lawrence Arms. Het werd in 2003 door het punklabel Fat Wreck Chords uitgegeven en was daarmee de tweede uitgave van de band op dit label. De titel van het album is een verwijzing naar The Greatest Story Ever Told (1965), een film over het leven van Jezus.

## Nummers
1. "Introduction: The Ramblin' Boys of Pleasure Sing the Hobo Clown Chorus" - 0:26
2. "The Raw and Searing Flesh" - 3:07
3. "On With the Show" - 1:29
4. "Drunk Mouth Kitchen Smile" - 2:26
5. "Alert the Audience!" - 2:16
6. "Fireflies" - 3:54
7. "The March of the Elephants" - 1:28
8. "Chapter 13: The Hero Appears" - 2:50
9. "Hesitation Station" - 1:43
10. "The Revisionist" - 3:19
11. "The Ramblin' Boys of Pleasure" - 2:44
12. "A Wishful Puppeteer" - 2:11
13. "The Disaster March" - 3:51
14. "Outro: Hobo Reprise" - 0:27

## Band
- Chris McCaughan - gitaar, zang
- Brendan Kelly - basgitaar, zang
- Neil Hennessy - drums